# Pfofeld
Pfofeld est une commune de Bavière (Allemagne), située dans l'arrondissement de Weißenburg-Gunzenhausen, dans le district de Moyenne-Franconie.